# Malinowska Przełęcz
Malinowska Przełęcz (1012 m n.p.m.) lub Przełęcz pod Malinowem (1005 m) – przełęcz między Malinowską Skałą (1152 m) a Malinowem (1115 m) w Beskidzie Śląskim.
Przełęcz położona jest w zachodnim grzbiecie Malinowskiej Skały i przebiega przez nią granica między miastami Szczyrk i Wisła. Jest porośnięta lasem, ale sam rejon przełęczy to niewielka polanka na rozdrożu dróg z zamontowanymi ławkami dla turystów i tablicami informacyjnymi. Północno-wschodnie stoki przełęczy opadają do doliny Potoku Malinów, z południowo-zachodnich spływa jeden z cieków potoku Malinka.

## Szlaki turystyczne
Na Malinowskiej Przełęczy jest skrzyżowanie szlaków turystycznych:
 Malinowska Skała – rozdroże pod Malinowską Skałą – Malinowska Przełęcz – Malinów. Czas przejścia 1 godz., z powrotem 1 godz.

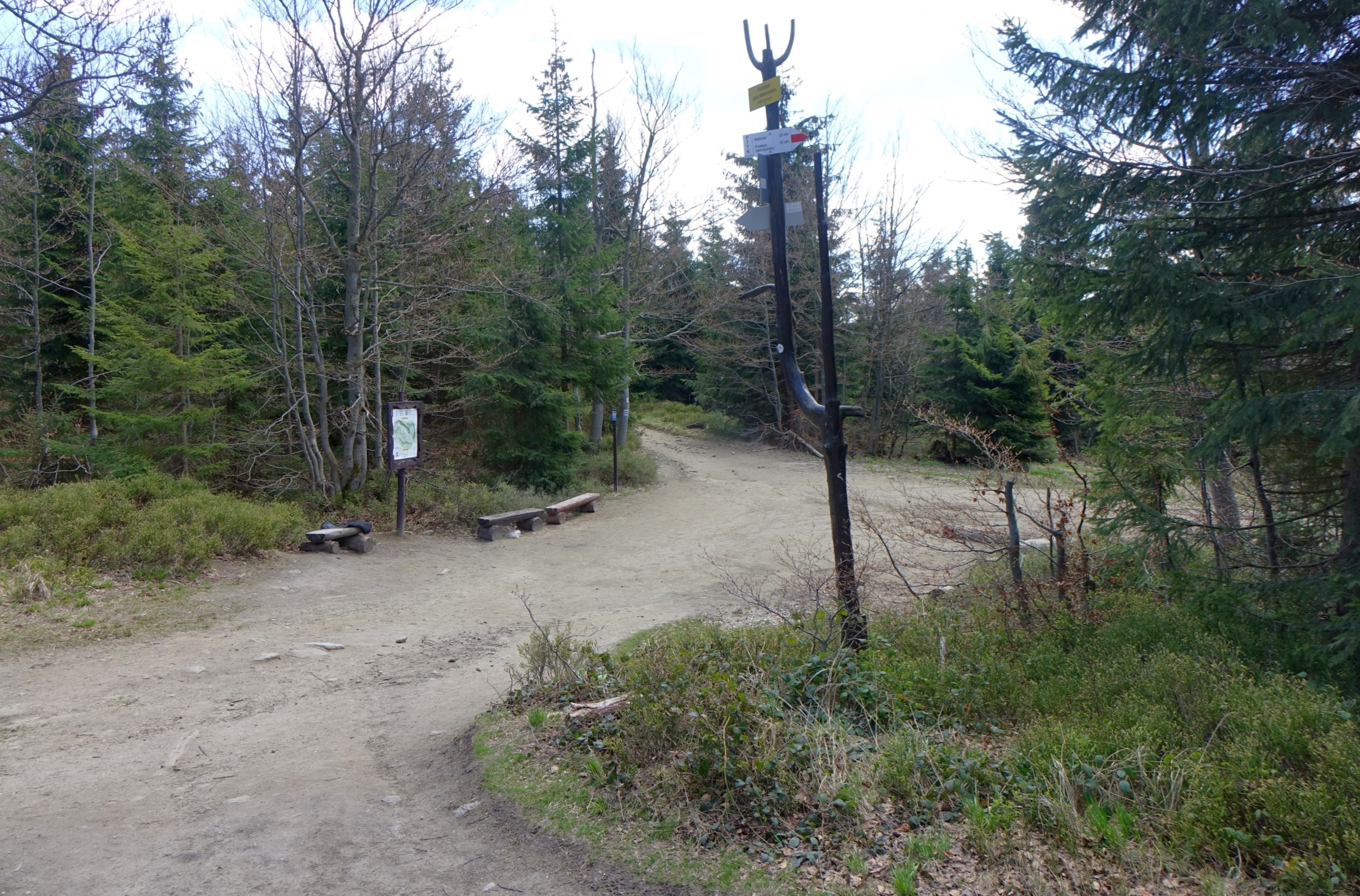
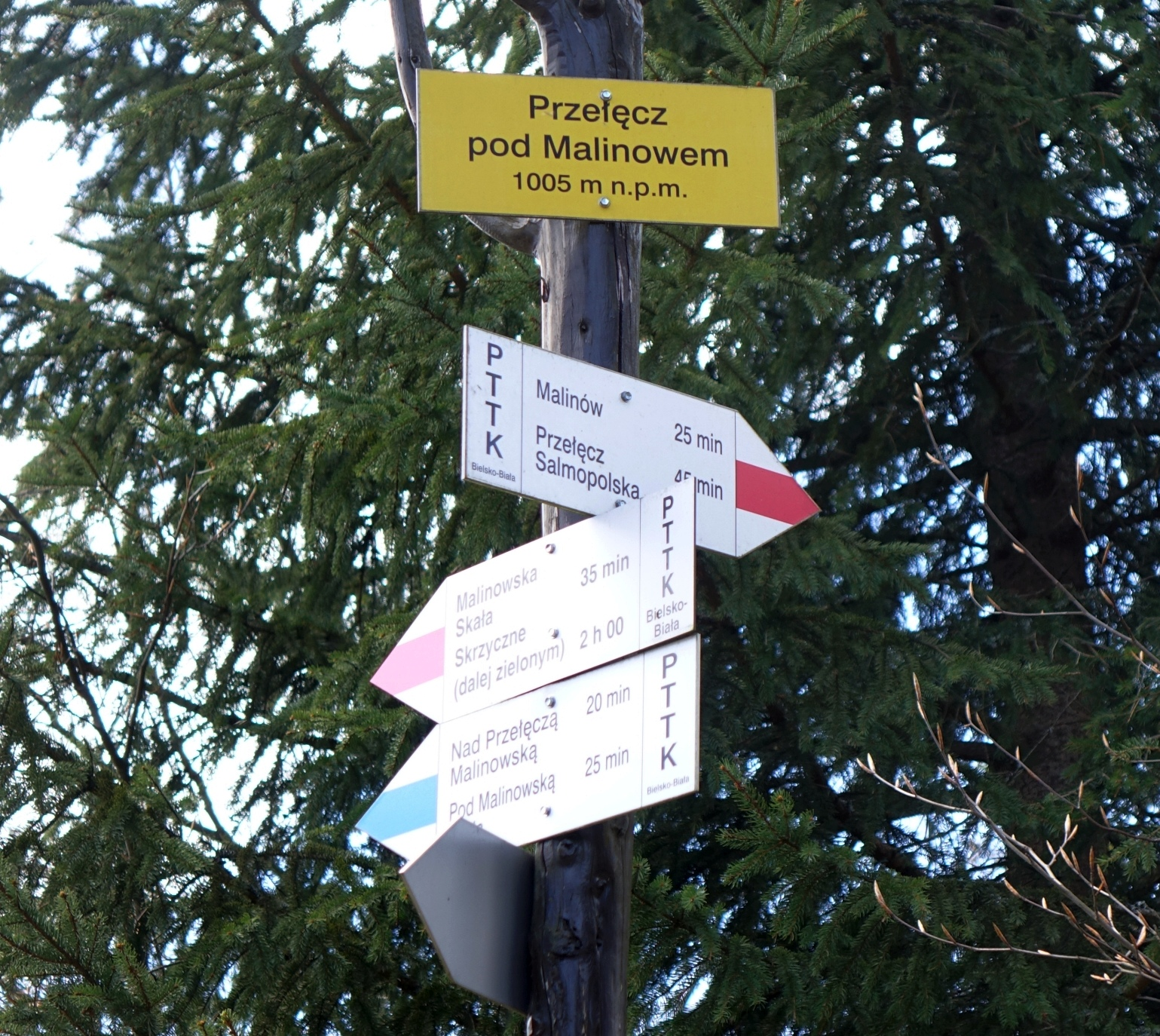

 Malinowska Przełęcz – Malinów. Czas przejścia 50 min, z powrotem 1 godz.